# Kraków Wieczysta
Kraków Wieczysta – zlikwidowany i zamknięty w 1953 roku przystanek osobowy w Krakowie, w dzielnicy III Prądnik Czerwony, w województwie małopolskim, na Wieczystej. Został oddany do użytku w 1901 roku przez LKrK. Znajdował się w bezpośrednim sąsiedztwie zakładów zbożowych na Wieczystej i został uruchomiony dla ich pracowników.